# Všešportový areál
Das Všešportový areál (deutsch „Allsport-Areal/Komplex“, kurz: VŠA) war ein Sportkomplex mit Fußballstadion an der Moldavská cesta in der zweitgrößten slowakischen Stadt Košice. Es wurde hauptsächlich für Fußball-, aber auch Basketball- oder Handballspiele genutzt.

## Geschichte
Der Sportkomplex entstand in den 1970er Jahren. Das erste Spiel im Fußballstadion wurde am 29. Februar 1976 in einem Ligaspiel zwischen dem 1. FC Košice und dem MŠK Žilina. Offiziell eröffnet wurde es am 10. März 1976 mit dem Freundschaftsspiel der Tschechoslowakei und der UdSSR (2:2). In dem Komplex entstanden auch mehrere Fußballplätze und kleine Basketball-, Handball- und Ringer-Hallen.
Insgesamt fanden sechs Spiele der tschechoslowakischen Fußballnationalmannschaft und vier Spiele der slowakischen Fußballnationalmannschaft im VŠA statt. Das letzte (große) Wettbewerbs-Spiel wurde im Juni 1997 ausgetragen. Die Spiele des 1. FC Košice in der UEFA Champions League 1997/98 fanden im Štadión Lokomotíva statt.
Bei der Schließung war das Fußballstadion in baufälligen Zustand und nicht mehr für Sportveranstaltungen nutzbar. Ende 2009 wurde der offizielle Nutzungsplan des Geländes geändert. Somit kann die Fläche des ehemaligen Stadions bebaut werden. 2011 wurde das Stadion abgerissen.
Wenige hundert Meter südlich entstand das neue Fußballstadion, die im Februar 2022 eröffnete Košická futbalová aréna (kurz: KFA).